# 솔트레이크 성전

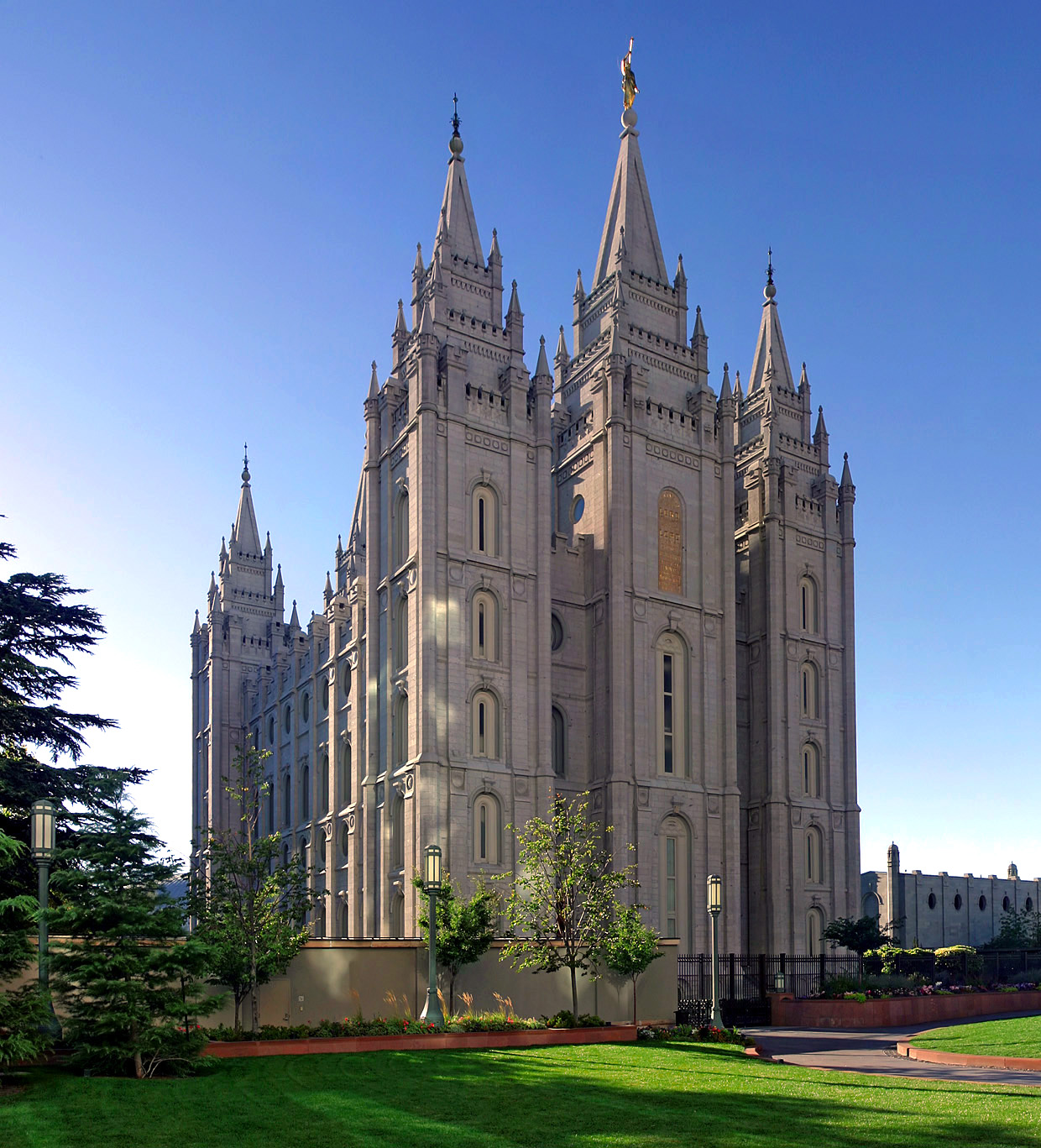
솔트레이크 성전

솔트레이크 성전(영어: Salt Lake Temple 솔트레이크 템플[*])은 미국 유타주 솔트레이크시티 템플 스퀘어 내에 있는 예수 그리스도 후기성도 교회의 성전이다.